# Marimán
Marimán Mariman (en mapudungun, mari, "diez" y man, apócope de mañke, "cóndor", es decir, "diez cóndores"), fue un lonco o cacique mapuche que a fines del siglo XIX luchó como toqui en la guerra de Arauco, durante la ocupación de la Araucanía por parte del Ejército de Chile.

## Desarrollo
En la Vida y costumbres de los indígenas araucanos en la segunda mitad del siglo XIX, un libro autobiográfico bilingüe relatado en mapudungun por el anciano mapuche Pascual Coña y transcrito y traducido por el misionero alemán capuchino Ernesto Wilhelm de Moesbach, en el contexto del último malón general de 1881 (último levantamiento general mapuche, entre el 5 y el 17 de noviembre de 1881) durante la ocupación de la Araucanía en las postrimerías de la guerra de Arauco, y por otro lado transcurría la guerra del Pacífico, mientras Domingo Santa María González era presidente de la república, Carlos Castellón era Ministro de Guerra, Gregorio Urrutia Venegas era Comandante en Jefe del Ejército de Ocupación de Arauco y Cornelio Saavedra Rodríguez era Inspector General del Ejército de Chile, se menciona lo siguiente:
- ...De esta manera el aviso de guerra se propagó por todas partes; el mensajero de Colihuinca anduvo con sus cordones de nudos (quipus) de un cacique al otro. Recibieron noticia: Marimán de Cudihue, Lemunao de Imperial, Huichal de Llihuín, Painemal de Troltrol, Calfuqueu de Villa Almagro, Carmona de Collico, Quilempan de Quechucahuín, Huaiquimán de Runguipulli, Calfupán de Colileufu, Painén de Malalhue y muchos otros caciques más. Pascual Painemilla de Rauquenhue y Pascual Paillalef de Alma no fueron avisados. Estaban a favor de los huincas; por eso se deseaba la muerte de ellos. Todos los que habían llegado a conocer el asunto desligaron cada día un nudo. Llegado el último, llamaron a reuniones todos los caciques principales. Cuando ya se efectuaron las juntas – era en tiempo de hambruna, ya había espigado el trigo – el asunto llegó a los oídos de ciertos chilenos. Entonces fueron cinco hombres a aconsejar a los mapuches en contra del malón. Eran Vicente Jaramillo como jefe, además Blas Morales, Domingo Lagos, Domingo Alonso y el indígena Pascual Trintray. Se dirigían al cacique Colihuinca. Al saber de su llegada el cacique Marimán, que llevaba a cabo su junta, mandó unos mozos para que se los trajeran. De noche, mientras dormían donde Colihuinca, fueron acechados. Todos fueron tomados presos y conducidos en medio de los mapuches reunidos. Marimán y los suyos se alegraban diciendo: ‘Ya hemos capturado los toros (víctimas), hoy celebraremos el nguillatún’. Según se cuenta fueron atacados estos chilenos y vivos se les sacaron los corazones. Con estos corazones hicieron sus rogativas los mapuches y untaron sus lanzas con la sangre de esos hombres. De tal manera encontraron su muerte los chilenos que intentaron impedir el malón...
- ...Los pobres mapuches ya no poseían ni casas siquiera, se les habían reducido a ceniza todas; ellos quedaron en un estado por demás lamentable. Con eso se terminó el malón. Nosotros volvimos a nuestra patria Rauquenhue sin movernos más, quedamos en completa tranquilidad; ninguna novedad ulterior hubo. Eso sí, oímos que los chilenos de otras regiones no se cansaban en maloquear a los mapuches desgraciados. Como se contaba, se dirigían los caciques Huichal, Colihuinca y Juanito Millahuinca al Gobernador a pedir las paces. Traían sus alforjas llenas de objetos de plata, según se dice. Pero el Gobernador se tomó las prendas de plata e hizo encadenar a los caciques. Unos cuantos días después se los sacó de la cárcel, se los lleva a Boca-Budi donde fueron pasados por las armas. Así lo oí contar y habrá sido efectivo, porque esos caciques eran los más culpables, especialmente Colihuinca que había entregado los cinco chilenos a los que les arrancaron vivos los corazones allí al otro lado de Carahue. Marimán, que había muerto a esos varones, no se rindió; huyó y se mantuvo escondido. Cuando salió más tarde la amnistía para los mapuches, Marimán estaba incluido también en el indulto. Entonces dejó su escondite, hizo viajes de recreo y se gloriaba de sus relaciones amistosas con las autoridades más que antes. También oí decir que en Nehuentúe, al otro lado del río Cautín, había un chileno de nombre Patricio Rojas. Ese monstruo tomó presos a los mapuches, los encerró en una ruca y la atrancó. Luego prendió fuego a la ruca y exterminó a los indígenas en las llamas. Tal era la marcha del malón en la región costanera. Los desgraciados mapuches fueron de mal en peor. Ellos no habían ocupado muchos bienes de los chilenos, mientras que una parte de los últimos se enriquecieron, gracias a los animales saqueados a los mapuches..

En Autonomía o ciudadanía incompleta: el pueblo mapuche en Chile y Argentina, escrito por Isabel Hernández, funcionaria experta de la CEPAL dependiente de la ONU, organismo que publica dicho libro el año 2003, se menciona:
- ...Mientras tanto, en Gulumapu continuaban los enfrentamientos. “Ñgidol Toki Kilapan derrotó en 1868, al ejército chileno comandado por el coronel Pedro Lagos en el combate de Quecheregua y en 1869 desconoció las condiciones del acuerdo de paz del Congreso chileno. Falleció en 1878. Lonkos Melín y Trinte fueron raptados por el ejército chileno, durante una incursión en 1870, en el interior del Meli Wixan Mapu” CCP(M-O). Al comienzo de la década de 1870 varias divisiones del ejército chileno comenzaron a marchar hacia el interior de Gulumapu. Las tropas del teniente coronel Silva Arraigada y de Bonifacio ‘Canaca’ Burgos (por entonces capitán) entre otros oficiales, bajo la comandancia de José Domingo Amunátegui, se internaron por distintos ámbito de la precordillera, en la actual provincia de Malleco. Los magros resultados de estas expediciones, provocaron la crítica y la burla de los medios santiaguinos: “He aquí las tres famosas odiseas que han tenido lugar en la frontera. Han entrado al territorio indígena 1.300 hombres y los resultados obtenidos son los siguientes: 126 chozas incendiadas, 345 animales aprehendidos, 18 cautivos y 14 muertos. Sin contar con otros capítulos que, nos parecen de una importancia extraordinaria: Se recabó una silla de montar. Se sorprendió a una mujer mapuche y dos niños recogiendo manzanas y se descubrió a una india poco menos vieja que Matusalem…Es poco apetitosa la civilización que se anuncia con redobles de tambor…” Editorial de “El Ferrocarril”, Santiago, 10 de agosto de 1870, Citado en Bengoa, 2000:243-244. Sin embargo, el ejército patrullaba de Norte a Sur y de Este a Oeste el territorio y los mapuche pasaron así, meses, sin sembrar ni cosechar; escondiéndose de las tropas y observando como ‘cuatreaban’ su ganado. Ñgidol Toki Santos Kilapan y sus hermanos Epuleo y Namunkura llaman a las identidades territoriales de Gulumapu y Puelmapu, enfrentando al ejército en varios lugares del territorio y atacando, finalmente, el fuerte Collipulli, el 25 de enero de 1871. Durante el verano de 1871, el ejército de Chile cambió “la carabina Minie por la de repetición Spencer” (Bengoa, 2000; 248). Los lanceros de Kilapan, esperaban los disparos, e inmediatamente después, se lanzaban a la lucha cuerpo a cuerpo; sabían que era el momento de la recarga. El pánico y la muerte alcanzó a una enorme cantidad de combatientes mapuche con el disparo continuo. Kilapan, sus huestes y sus aliados, se vieron obligados a capitular en Marzo del mismo año. En forma intermitente, continuaron períodos de paz y de guerra, hasta que en 1878, el gobierno chileno se decidió a construir una línea de fuertes sobre el río Traiguén, la que tres años más tarde (1881), fue atacada por uno de los frentes de la resistencia mapuche. Estos ataques precipitaron el desenlace final y el presidente Aníbal Pinto ordenó una gran avanzada, al mando del coronel Gregorio Urrutia. Chile había entrado en guerra con Bolivia y Perú. En 1879 se inició la “Guerra del Pacífico”, una de las más cruentas de la historia de América y, en ese frente, también irían a morir los mapuche vencidos. La demanda de tropas que, por mar y tierra, requería esta guerra, debilitaron la seguridad militar en el Sur, lo que facilitó un nuevo levantamiento mapuche o “Alzamiento General”, en 1880, junto con la retirada de la línea de frontera, nuevamente hasta el río Bio-Bio. A comienzos de 1881, el presidente Aníbal Pinto, más distendido por la ocupación de Lima tras los triunfos militares obtenidos en Chorrillos y Miraflores, decidió terminar con “el problema de la Araucanía”, adelantando las líneas de fortines hasta el río Cautín. Para alcanzar tal objetivo, los chilenos contaban con más de 1.700 soldados bien equipados, la mayoría de los cuales volvían de combatir en el Norte del país. Las tropas, decididas al emplazamiento de la línea del Cautín, fundaron numerosos fuertes y ciudades, en enero de 1881. Los reclamos, quejas y denuncias llegaban diariamente y por decenas a manos de las autoridades del gobierno chileno. En los cuarteles militares se sumaban las denuncias de despojos de tierra y abusos por parte de los colonos chilenos y europeos. (Navarro, 1909: 1-125-162). Los mapuche recordaban los tiempos coloniales de lo Parlamentos y, tal vez, confiaban en la palabra de estos militares wingka: “Con estos justos reclamos, vamos a hacernos valer, ante los Generales…Asegurados nuestros derechos, quedará plenamente garantizada la paz”. Carta del lonko Faustino Klaweke, a su primo Rosaura Díaz, Perquenco, 11 de noviembre de 1861. Transcripción de Navarro, 1909, I:162, citada en Pinto, 2000:186. Paralelamente, se perfilaban nuevas alianzas y negociaciones. Algunos lonko intentan volver a transitar el camino de las “Tribus Amigas”, de la primera mitad del siglo XIX. Al decir de Jorge Pinto: “No era un mecanismo nuevo, por tradición los mapuche fueron buenos negociadores, siempre dispuestos a buscar una fórmula de entendimiento para resolver sus conflictos” (Pinto:2000:187). El mismo autor cita los esfuerzos de algunos de los Colipí, los Catrileo, Pinolevi y Fermín Melín, entre otros. Ninguna de estas instancias tácticas dieron resultado. Los mapuche entendieron que la resistencia armada, era la única alternativa y se reeditó un “Alzamiento General”, durante ese mismo año. Todas las identidades territoriales participaron, fueron muy pocos lonko los que se abstuvieron. En todo el Meli Wixan Mapu se convocaba a Trawun. (Coña y Moesbach, 1995 - Véase, también, Apéndice III). La estrategia del Pueblo Mapuche consistió en activar todos sus frentes de resistencia. Ñgidol Toki Millapan fue uno de los grandes jefes de la insurrección. Toki Epuleo, hermano de Kilapán, lideró a los Wenteche; se le unieron los Quidel de Xruf-Xruf, comandados por el Toki Esteban Romero. Tras un Trawün celebrado en Cunco, se dispusieron a atacar los Lonko del Llaima y Allipén bajo las órdenes del Toki Mauel Kollío Kotar. Luis Marileo Colipí, nieto de Lorenzo Colipí (fundador del lof Colipí-“Tribu Amiga”) quien había sido educado por los familiares de Cornelio Saavedra, estuvo al frente de Lelfunche que sitiaron el fuerte Lumaco. El lonko lafkenche Camilo Lepín, negociaba con los Wiliche y con Nekulmán y su gente de Boroa. El Toki Marimán se haría cargo de las inmediaciones de Imperial. En Tirúa y Cañete se levantaban los hermanos Cayupí y los Toki Paillán, Ankatem, Lema y Qu. En todo Meli Wixam Mapu se contaban los nudos del purrom. Se había acabado el tiempo de las negociaciones y los reclamos oficiosos. Gregorio Urrutia cumpliendo órdenes santiaguinas, avanzaba asegurando la ocupación. Así, fundó Carahue, Nueva Imperial, Pillanlelbún, Lautaro, Curacautín y Temuco, logrando establecer la línea fronteriza en el río Cautín. Pocos meses después, hacia fines de 1881, reanudando el “Alzamiento General”, los fuertes de Temuco, Lumaco y Ñielol fueron atacados y destruidos. Comienza el mes de noviembre de 1881, cuando cada poblado fundado por las tropas de Urrutia, eran sitiados o destruidos. “URGENTE: Los indios en número de cuatro o cinco mil, se hallan a cuatro leguas de aquí. Hoy salió una división a perseguirlos…Imperial Bajo ha sido destruido completamente. Es incalculable el número de víctimas”. Telegrama del Comando del Ejército del Sur al Ministro de Guerra, Traiguén, 9 de noviembre de 1881. Las comunicaciones desde el Sur a Santiago comenzaron a distanciarse hasta que el telégrafo se tornó inútil. Los mapuche sabían desactivar las líneas y lo hicieron en todo Wallmapu. Había señales de alarma en todos los fuertes wingka y pronto comenzaron a llegar los trenes a Angol, repletos de soldados, cada vez mejor pertrechados. Hasta por barco llegaban tropas que desembarcaban en Talcahuano y Coronel. José Bengoa (2000;314) transcribe el testimonio del lonko Jerónimo Milillán, de Tromen, pariente de Coñoepan, quien se retiró de la contienda luego de conocer la capacidad bélica de las tropas chilenas que resistieron en el fuerte Ñielol. A su hermano, también Melillán, a Necul Painemal, a Carirriñi y a otros mapuche que participaban en la insurrección, les decía: “No peleen con el gobierno…¿Cómo pueden ganar con hondas, boleadoras y lanzas a los que andan con rifles y cañones?”. Según el mismo autor: “Los mapuche sabían perfectamente que iban a perder y que la mayoría de ellos moriría en esta insurrección general. Sin embargo, el hecho tenía un sentido ritual histórico insoslayable. La independencia mapuche debía morir, muriendo”. Bengoa, 2000: 298. Gregorio Urrutia no titubeó. La mantención del modelo económico adoptado por las elites políticas de Santiago, así lo requería. Dio las órdenes necesarias para consumar una de las masacres más sanguinaria de la historia del Meli Wixan Mapu y, con esto, no sólo logró su ambición de incorporar la franja central del territorio mapuche, constituida, de oriente a poniente, entre el río Cautín y el río Toltén, sino que conformó a los santiaguinos y acalló por más de un siglo la gran mayoría de las voces mapuche. Al anochecer del 10 de noviembre de 1881, alrededor de 400 mapuche, entre muertos y heridos, yacían en los campos colindantes al fuerte Temuco. El mayor Bonifacio Burgos (el ‘canca’), tristemente famoso por su crueldad, salió del refugio para consumar el ritual de los tiros de gracia (Manquilef, 1910:35). “En Lumaco las aguas del río iban teñidas de rojo sangre…No se terminaba nunca de recoger cadáveres, desde la orilla del río”…Testimonio recogido por Bengoa. (2000:301). El ejército chileno al igual que el argentino, también forjó su posterior accionar, en estas lides. En la madrugada del 11 de noviembre, al parecer por un ajuste de cuentas, fueron ajusticiados, once jefes mapuche, que se encontraban prisioneros en el fuerte Lumaco. Las autoridades de Algol tomaron parte en el asunto, levantando un sumario que nunca llegó a mayores instancias. “Esa noche me encontraba preso en el cuarto de bandera del cuartel de Lumaco, inmediato al calabozo, en donde sabía que había presos (entre ellos mi hermano Lorenzo Colipí)…Como a medianoche, sentí unos disparos y la voz era del capitán Contreras, del batallón Ñuble. Momentos después el capitán el capitán Concha (según le conocí por la voz) le decía que le diese su arma, que el mismo apuntaría mejor…Luego que terminaron los disparos entraron de mi prisión, habiéndome preguntado el capitán Contreras si había escuchado los disparos…Más tarde, como al amanecer, volví a sentir nuevos disparos y es cuando presumo que murió mi hermano. Oí una exclamación de dolor de su misma voz y sentí sonar grillos antes de la salida del sol que, supongo, eran los de mi hermano…Por la misma tropa de guardia supe que fueron once los muertos esa noche…al sentir los primeros disparos que, según he sabido después, se hicieron en el calabozo que da a la calle, oí la voz de uno de los presos que decía – ‘apunta capitán de mierda…’ – y otras palabras groseras…(que se omiten por decencia)”. Declaración ante escribano e intérprete, de Luis Marileo Colipí – Sumario indagatorio seguido a los indios muertos el 12 del presente mes, en el calabozo de este cuartel, Lumaco, 13 de noviembre de 1881. F-46.vta. Archivo Municipal de Angol . La declaración de Luis Marisco Colipí se verificó el 10 de febrero de 1882. La transcripción modernizada es nuestra. A orillas del mar y del lago Budi, hacia fines de 1881, se informaba: “…noticias llegadas de Toltén, aseguran que, en el Bajo Imperial, muchos mapuches fueron asesinados, incluso los lonko que habían favorecido a los wingka. La Misión Evangelizadora había sido saqueada e incendiada… La masacre que los mapuche hicieron entre los chilenos fue grande, pero mayor fue la que pocos días después, los soldados del gobierno hicieron entre la población mapuche. Les quemaron todas sus rukas, se llevaron todos sus animales, los despojaron de todo lo que tenían y mataron sin piedad a todos los que cayeron en sus manos, dejando sus cadáveres insepultos…Toda la región estuvo apestada durante días por la hediondez de los innumerables cadáveres sin sepultar…” (Noggler, 1972:36). El 1 de enero de 1883, con la refundación de Villarrica, se concluyó la ocupación del Meli Wixan Mapu. Toki Epulef, luego de ser derrotado, se negó a firmar la capitulación. “Toki Epulef, le correspondió defender la soberanía de la nación mapuche, en uno de los períodos más críticos de nuestra historia de pueblo independiente. En 1883 fue vencido, por las fuerzas del ejército chileno, quienes por decisión unilateral e ilegal, procedieron a ocupar militarmente el Walmapu o Meli Wixan Mapu y anexarlo al Estado chileno”. CCP(M-O). Pascual Coña y el lonko Painemilla se aprestaban para viajar a Santiago, a entrevistarse con el presidente Domingo Santa María y a Buenos Aires, para parlamentar con el general Julio Argentino Roca (véase Coña y Moesbach, 1995). Pretendían negociar la suerte de los vencidos, pero ya era demasiado tarde. El 20 de enero de 1883 se dictó una nueva ley, la que modificaba la ley del 4 de diciembre de 1866. La intención básica de esta nueva legislación consistía en “arrinconar” a los mapuche en “reducciones” delimitadas, para disponer de las tierras para la colonización criolla y extranjera. Mangin Weno no se equivocaba, se condenó así, al “socialmente autónomo y políticamente soberano” pueblo mapuche de los tiempos de la colonia, al minifundio improductivo en el que, todavía, sus peuma se desvanecen...

Por último, considerar, también, que se menciona a un cacique Marimán, en un hecho acaecido en 1558, durante el gobierno de García Hurtado de Mendoza, en los primeros años de la guerra de Arauco, en el libro Crónica del reino de Chile, escrito por el cronista y capitán español Pedro Mariño de Lobera, parte de la Colección de historiadores de Chile y de documentos relativos a la historia nacional. Se puede deducir del texto de más abajo, que el hecho relatado tiene alguna analogía con el rapto de la bella Helena, esposa del rey Menelao de Esparta, por el príncipe Paris de Troya, y que gatilla la mítica guerra de Troya, pues en este caso se menciona que el cacique Marimán rapta a la hermosa Crea, esposa del cacique Aynaval, y que gatilla una batalla campal entre los mapuches de ambos bandos:
- ...En este tiempo era capitán de Cañete de la frontera Gonzalo Hernández buenos años; el cual tuvo noticia de dos grandes escuadrones que venían de diversas comarcas a juntarse en un lugar, y entendiendo que era su intento coadunarse para dar sobre la ciudad como era costumbre, se alborotó en gran manera y salió luego con ochenta hombres a ponerse en defensa de ella. Mas como entre los indios fuese manifiesto el motivo de aquella gente armada, acudieron muchos de ellos a sosegar al capitán informándole de que aquellas escuadras eran de capitanes encontrados entre sí por haber el cacique Marimán hurtádole su mujer al cacique Aynabal; y a esta causa salía el ofendido con mano armada a vengarse del adúltero, y él defenderse del agresor con toda la gente de su distrito. Y estándole certificando de esto los indios yanaconas, llegaron mensajeros de los dos capitanes desafiados cada uno por diverso rumbo a rogarle que no saliese de su casa, pues era negocio que ha ellos solos incumbía el mirar por su honor y volver por sus personas. A esto respondió Gonzalo Hernández que viniesen luego ante él los capitanes a representarle sus quejas; donde no que iría sobre ellos a destruirlos. Parecióle ésta buena coyuntura al agraviado para alcanzar justicia; y así obedeció acudiendo sin réplica; y lo mismo hizo el cacique Marimán creyendo que libraría mejor poniendo su negocio en manos de juez que no era parte en el negocio, que el avenirse con quien tan justamente se tenía por injuriado. I viniendo los dos a la presencia del capitán Gonzalo Hernández fueron reprendidos de él ásperamente, por haber intentado averiguar la causa por sus mismas personas, sin hacer caso del juez, a quien competía desagraviar, y hacer justicia desapasionadamente. Y hecha información sobre el caso mandó traer a la india llamada Crea, que era muy blanca y hermosa de las que andan entre holandas; y en presencia de todos la entregó a su marido Aynaval con intento de proceder en la causa contra el robador Marimán; el cual dio por excusa solamente la flaqueza de la carne inclinada al mal. Y juntamente suplicó al capitán que le adjudicase la india, pues Aynaval tenía tantas mujeres que no le podría ésta hacer falta alguna. Y para esto ofreció gran parte de su hacienda al indio agraviado rogándole que le vendiese a Crea, pues era de tan poco crédito para con él. A lo cual respondió Aynaval; que no lo creyese, ni esperase tal cosa en los días de su vida aunque le diese el oro de todo el reino. Y como el capitán Gonzalo Hernández puso la india en manos de su marido, los ensangrentó él luego en ella cortándole la cabeza en presencia de todos con tal presteza, que cuando acudieron a quitársela, estaba ya la cabeza quitada de los hombros. Y no es nuevo en el mundo haber disensiones y batallas por mujeres; que la prolongada guerra de la famosísima Troya, y la total destrucción de ella no tuvo otro origen sino una mujer que fue Elena, la cual sacó Páris troyano de casa de su marido Menelao...

A la memoria del cacique Marimán se deben los siguientes nombres de lugares y organizaciones de la comuna de Negrete:
- Fundo Marimán
- Cerro Marimán
- Radio Marimán
- Calle Marimán
- Población Marimán
- Junta de Vecinos Marimán.